# Uman, Mexiko
Uman är en ort i Mexiko.   Den ligger i kommunen Umán och delstaten Yucatán, i den östra delen av landet, 1 000 km öster om huvudstaden Mexico City. Uman ligger 10 meter över havet och antalet invånare är 28 472.
Terrängen runt Uman är mycket platt. Runt Uman är det mycket tätbefolkat, med 1 018 invånare per kvadratkilometer. Närmaste större samhälle är Mérida, 17,0 km nordost om Uman. Omgivningarna runt Uman är en mosaik av jordbruksmark och naturlig växtlighet.